# Čang Wen-siou
Čang Wen-siou (čínsky pchin-jinem Zhāng Wénxiù, znaky tradiční 張文秀; * 22. března 1986 Ta-lien, Liao-ning) je čínská atletka, která se věnuje hodu kladivem.
Vyhrála v roce 2005 asijské mistrovství a asijské hry v roce 2006. Na mistrovství světa v roce 2001 skončila na desátém místě, sedmá na olympiádě v roce 2004, pátá na mistrovství světa v roce 2005 a čtvrtá na mistrovství světa v roce 2006.